# Codex Petropolitanus Purpureus
Il Codex Petropolitanus Purpureus (Gregory-Aland: N o 022; Soden: ε 019) è un manoscritto onciale in greco datato paleograficamente al VI secolo e contenente i quattro vangeli canonici.
Il Codex Petropolitanus Purpureus, assieme ai manoscritti Φ, O, e Σ, appartiene al gruppo dei manoscritti onciali purpurei.

## Testo
Il codice contiene i quattro vangeli canonici con ampie lacune. Il testo è disposto su due colonne di sedici linee ciascuna, con 12 grandi lettere onciali per linea. La scrittura è ottenuta con un inchiostro argenteo su pergamena purpurea, con i nomina sacra (ΙΣ, ΘΣ, ΚΣ, ΥΣ, e ΣΩΤΗΡ) scritti in inchiostro aureo. Presenta errori riconducibili allo iotacismo, come lo scambio di ι e ει, αι e ε.
Le tavole dei κεφαλαια erano poste prima dei vangeli, il cui testo è diviso, appunto, secondo i κεφαλαια. All'inizio delle pagine si conservano i τίτλοι, mentre le sezioni ammoniane e i canoni eusebiani sono collocati a margine.

## Critica testuale
Il testo del codice è un testimone del tipo testuale bizantino molto arcaico, con molte lezioni esterne, Secondo Scrivener «presenta forme fortemente alessandrine».
Secondo Burnett Hillman Streeter presenta alcune parti del tipo testuale cesariense, mentre Kurt Aland lo ha collocato nella Categoria V, ed è certo che presenta un carattere bizantino preponderante.

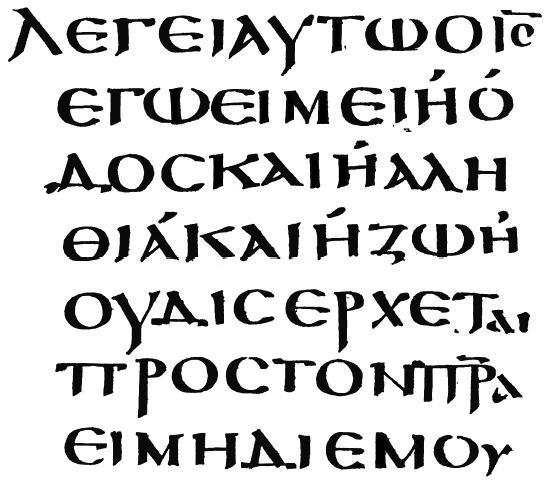
Giovanni 14,6

Il manoscritto manca della Pericope dell'adultera (Vangelo secondo Giovanni 8,1-11) e dei versetti relativi all'agonia di Gesù al Getsemani (Vangelo secondo Luca 22:43-44).